# Isaac Hull
Pour les articles homonymes, voir Hull.
Isaac Hull, né le 9 mars 1773 à Derby et mort le 13 février 1843 à Philadelphie, est un militaire américain.
Commodore dans l'United States Navy, il a commandé plusieurs célèbres navires de guerre américains dont l'USS Constitution.